# Paprzyce
Paprzyce (deutsch Papritzfelde) ist ein Dorf im Nordwesten der polnischen Woiwodschaft Pommern. Es gehört zur Landgemeinde Damnica (Hebrondamnitz) im Powiat Słupski (Kreis Stolp).

## Geographische Lage
Paprzyce liegt elf Kilometer östlich der Kreisstadt Słupsk (Stolp) an einer Verbindungsstraße zwischen Wielogłowy (Vilgelow) und Karżniczka (Deutsch Karstnitz). Zur polnischen Landesstraße 6 (ehemalige deutsche Reichsstraße 2, heute auch Europastraße 28) führt eine direkte ein Kilometer lange Anbindung. Bahnanschluss besteht über das sechs Kilometer entfernte Damnica (Hebrondamnitz) an der Bahnstrecke von Stargard nach Danzig.

## Ortsname
Benannt wurde der Ort nach dem Geheimen Oberfinanzrat Pappritz.

## Geschichte
In Papritzfelde wurde 1780 eine Schäferei angelegt, und außerdem wurden hier von der Kriegs- und Domänenkammer acht Büdner angesiedelt. August Neitzke, der seit 1873 auf Warbelow (heute polnisch: Warblewo) ansässig, kaufte das Gut und nahm hier seinen Wohnsitz. 1910 gehörten zum Gutsbezirk insgesamt 88 Einwohner.
Im Jahre 1910 fiel das Gut bei der Erbteilung an die Tochter Margarete von Duisburg und ging dann auf ihren Sohn Ernst über, der der letzte Besitzer auf Papritzfelde bis 1945 war. Das Gut hatte eine Fläche von 250 Hektar, von denen 329 Hektar Ackerland waren. Weiteren bäuerlichen Besitz gab es hier nicht.
Vor 1945 war Papritzfelde eine Ortschaft der Gemeinde Vilgelow (Wielogłowy) und war somit in den Amts- und Standesamtsbezirk Ludwigslust (Sąborze) eingegliedert. Die Gemeinde gehörte zum Landkreis Stolp im Regierungsbezirk Köslin der preußischen Provinz Pommern.
Sowjetische Truppen nahmen Papritzfelde im März 1945 ein. Als Folge des Zweiten Weltkrieges kam der Ort an Polen. Papritzfelde wurde in Paprzyce umbenannt und ist heute eine Ortschaft der Gmina Damnica im Powiat Słupski in der Woiwodschaft Pommern (1975 bis 1998 Woiwodschaft Słupsk). Paprzyce ist dem Ortsteil („sołectwo“) Sąborze (Ludwigslust) angegliedert und zählt heute 97 Einwohner. 

## Kirche
Vor 1945 gehörte Papritzfelde zum evangelischen Kirchspiel Sageritz (heute polnisch: Zagórzyca) im Kirchenkreis Stolp-Altstadt im Ostsprengel der Kirchenprovinz Pommern der Kirche der Altpreußischen Union. 
Seit 1945 lebt in Paprzyce eine überwiegend katholische Einwohnerschaft. Der Bezug zum Pfarrsitz ist geblieben: die Pfarrei Zagórzyca (Sageritz), nun allerdings im Dekanat Główczyce (Glowitz) im Bistum Pelplin der Katholischen Kirche in Polen. Hier lebende evangelische Kirchenglieder sind nun in die Kreuzkirchengemeinde in Słupsk (Stolp) in der Diözese Pommern-Großpolen der Evangelisch-Augsburgischen Kirche in Polen eingegliedert.

## Schule
Die Papritzfelder Kinder besuchten vor 1945 die Schule in Sageritz (Zagórzyca).